# Тома Кемпијски
Тома Кемпијски (хол. Thomas van Kempen, често неправилно фр. Thomas à Kempis , 1380 — 25. јул 1471) био је немачко—холандски монах и игуман манастира Свете Агнесе у холандском граду Зволе. 
Тома Кемпијски 1392. године одлази из Кемпена у Девентер, да се упише у Латинску школу. Десет година касније придружује се братству манастира Свете Агнесе (Зволе), на чијем је челу био његов брат Јохан. Године 1413. постаје свештеник. До тада је већ увелико био испекао преписивачки занат, а често је и писао. Преписао је Библију бар четири пута.
Најпознатији је као аутор књиге О угледању на Христа (1417), једног од најиздаванијих теолошких списа на свету. Томас Мор је сматрао да је ово једна од три књиге коју би свако требало да има у кући. Тома Кемпијски је канонизован, те га католичка црква слави 30. августа. 